# Кергеленська капуста
Кергеленська капуста (Pringlea antiscorbutica) — вид рослин, що належить до монотипового роду Pringlea родини капустяні.

## Будова
Має розетку з великих листків світло-зеленого кольору, схожі на звичайну капусту, 45 см заввишки. Ризоми рослини стеляться по землі до 1,2 метра навколо. Квіти з'являються у густих суцвіттях, часто без пелюсток.  На відміну від інших капустяних, кергеленська капуста запилюється вітром, оскільки на островах відсутні потрібні для цього комахи.

## Поширення та середовище існування
Незважаючи на назву, рослина зростає не лише на архіпелазі Кергелен, але і на островах Крозе, Принс-Едуард.

## Практичне використання
У листках міститься олія з великим вмістом вітаміну C. Моряки вживали її як засіб від цинги.

## Галерея

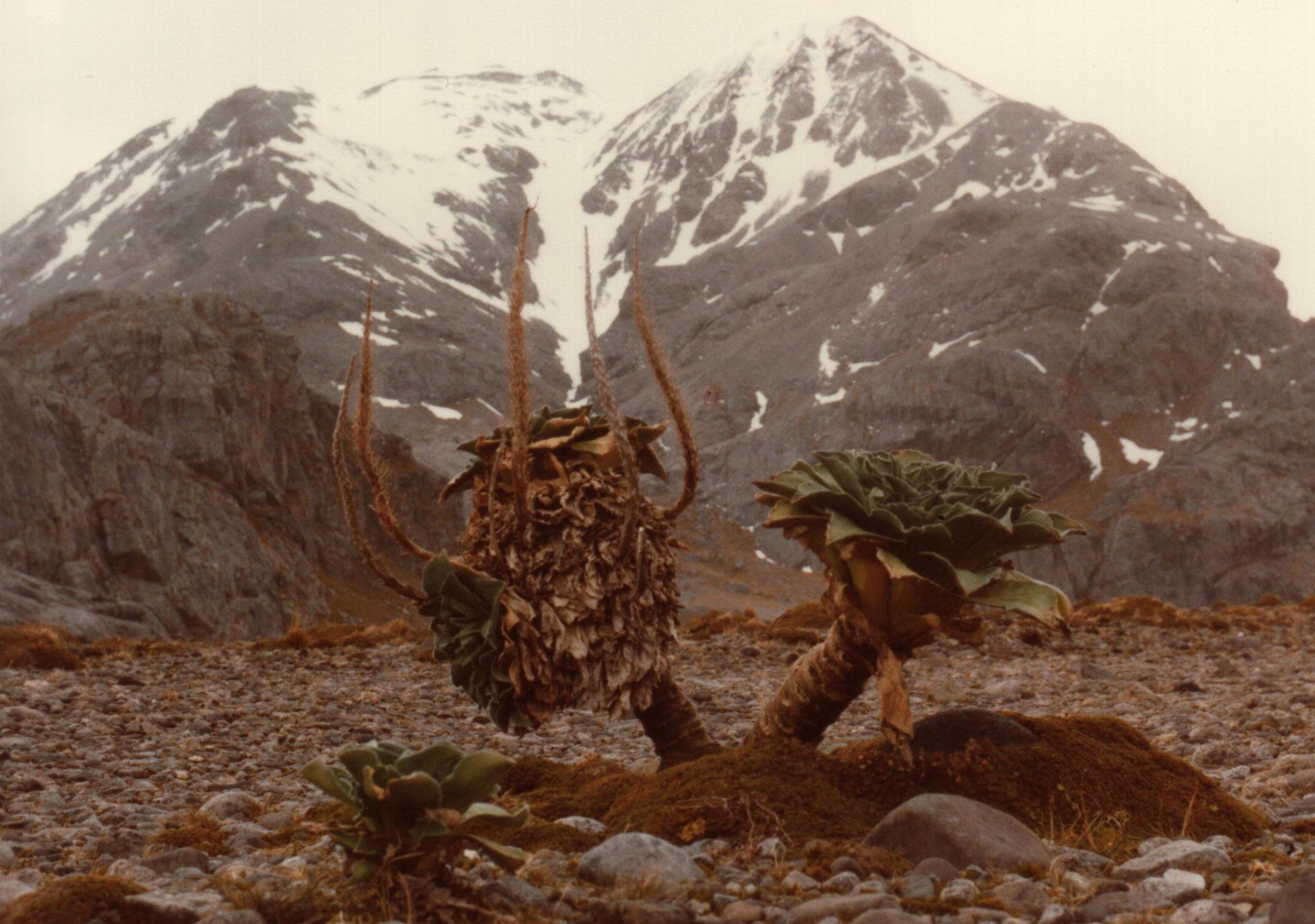
Стара рослина
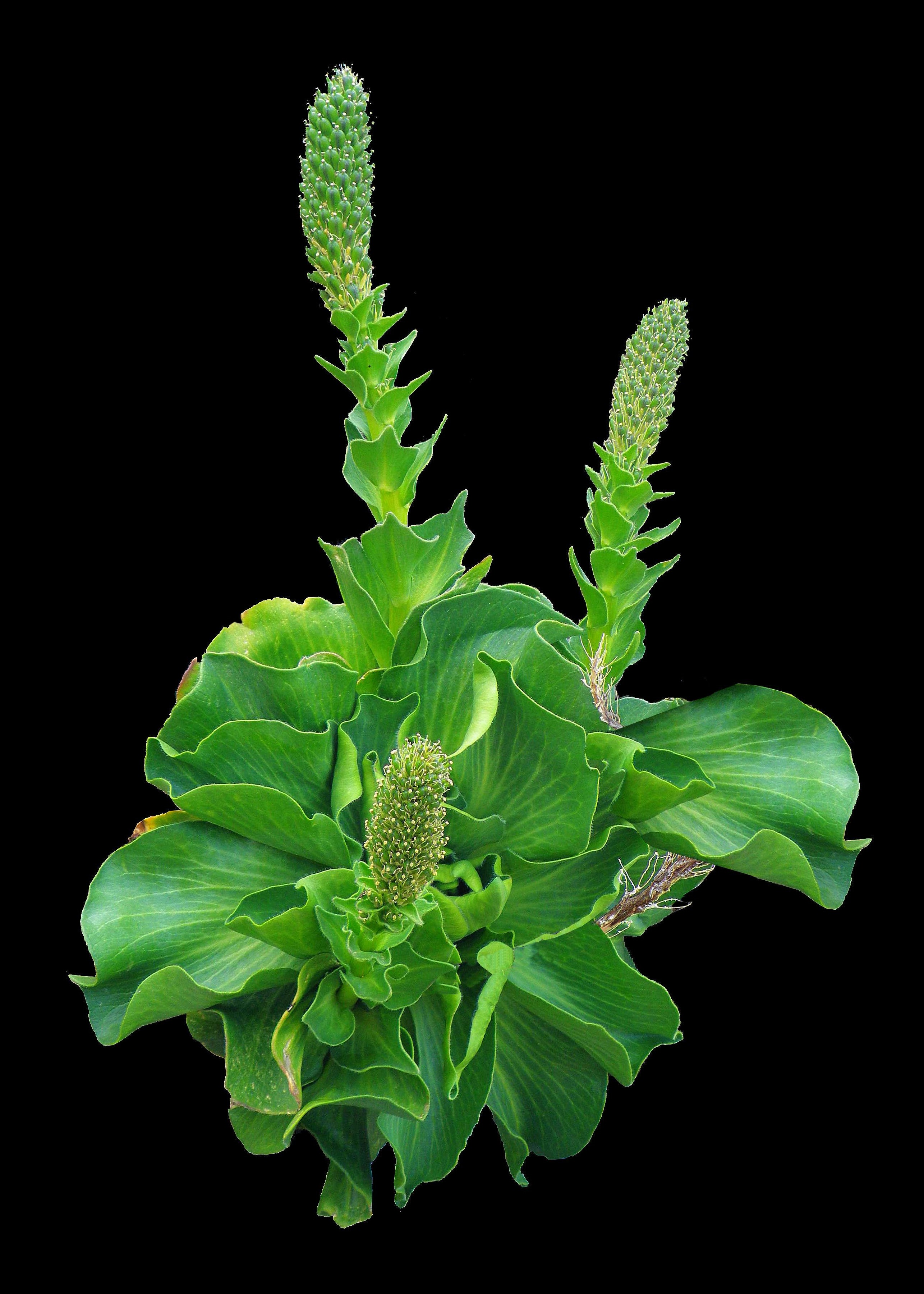
Зовнішній вигляд
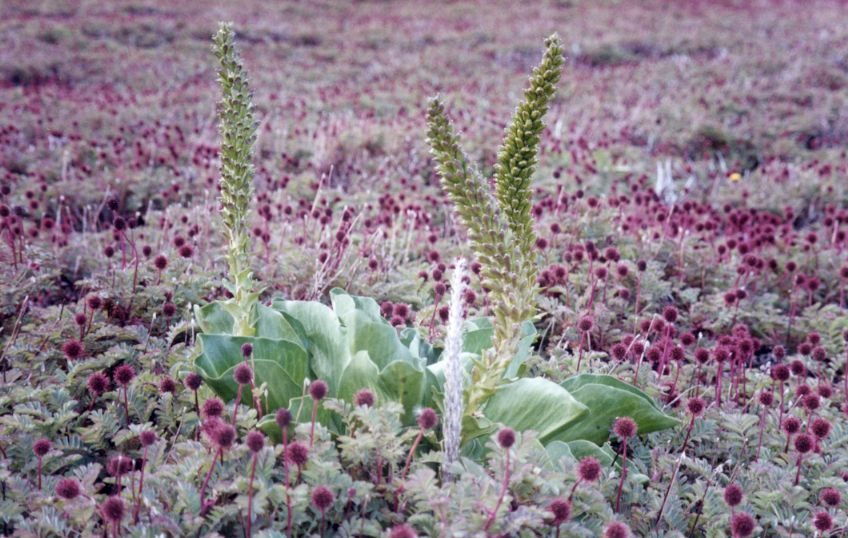
Серед інших рослин
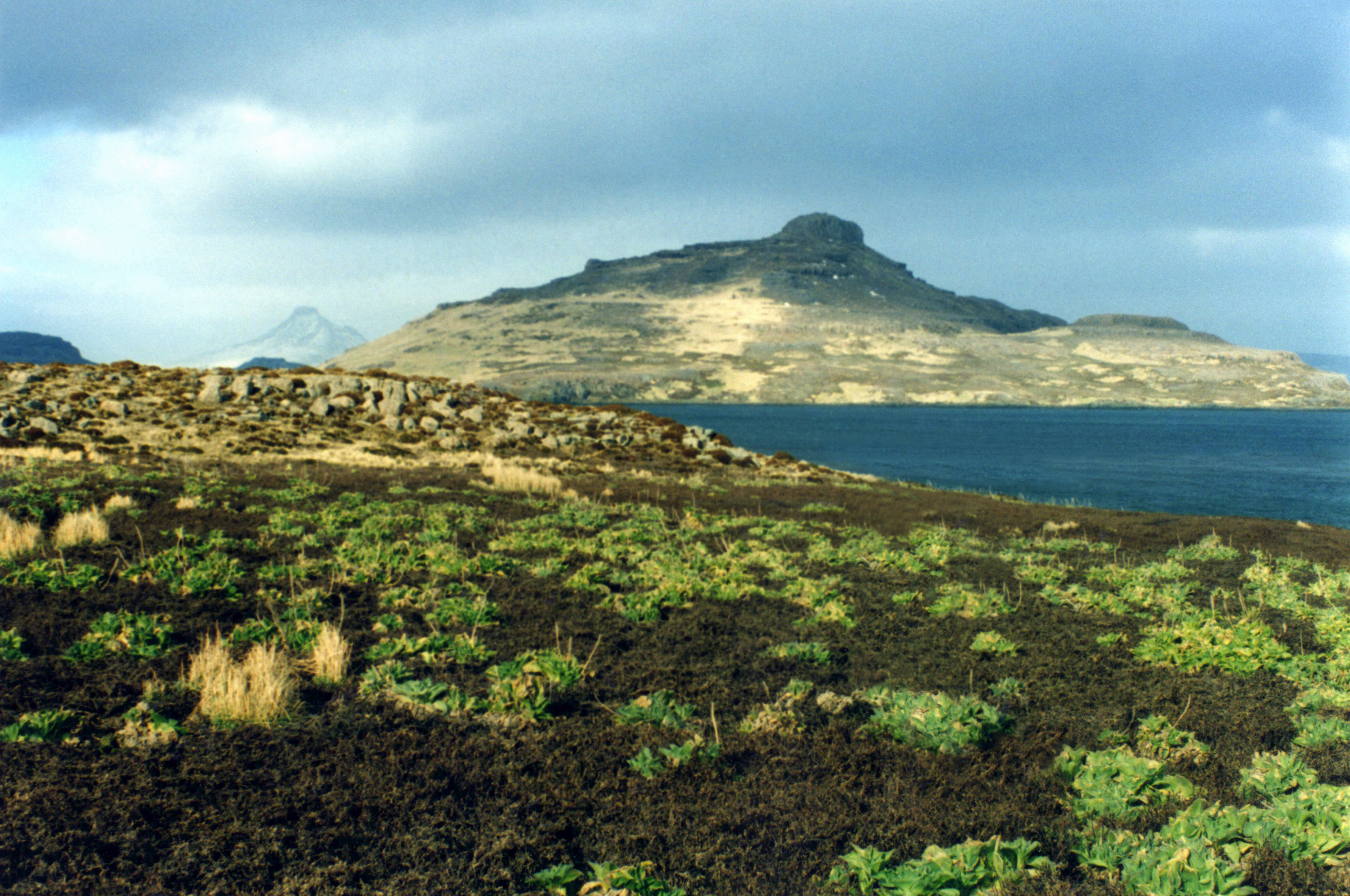
Зарості